# Petunia

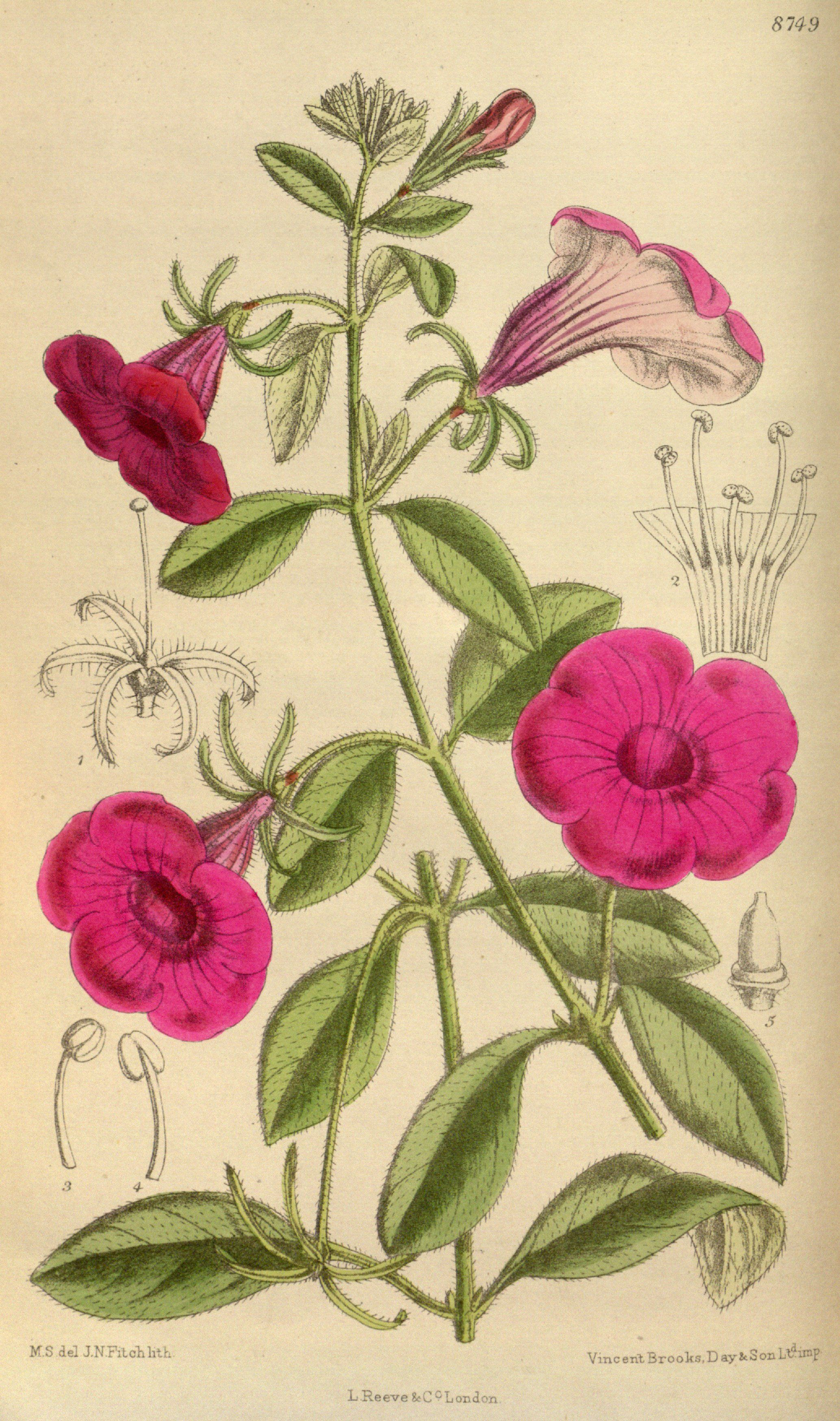
Morfologia (Petunia integrifolia)

Petunia (Petunia Juss.) – rodzaj roślin z rodziny psiankowatych. Obejmuje ok. 35–40 gatunków. Rośliny te występują naturalnie w ciepłych obszarach Ameryki Południowej. Nazwa petun w języku południowoamerykańskich Indian oznacza tytoń. Gatunki petunii są rzeczywiście z nim spokrewnione i mają również podobne działanie narkotyczne. W naturze rośliny te rosną nad strumieniami na obszarach pustynnych, na otwartych terenach piaszczystych w górach i nad morzem. Mieszańcowego pochodzenia petunie ogrodowe (główne gatunki rodzicielskie to P.axillaris i P. integrifolia) są popularnie uprawiane jako rośliny ozdobne. Wyhodowano ponad 200 ich kultywarów, a obrót nimi w 2005 szacowany był na blisko 100 mln dolarów. 

## Morfologia
PokrójRośliny jednoroczne, dwuletnie i dość krótko żyjące  byliny osiągające do 1 m wysokości.
LiściePojedyncze, często miękkie i gruczołowato (lepko) owłosione.
KwiatyPięciokrotne, otwierające się sukcesywnie i pachnące zwłaszcza o zmroku. Kielich zrosłodziałkowy, rurkowaty. Korona kwiatu z płatków zrośniętych zwykle na całej swojej długości, kształtu lejkowatego i barwy białej, różowej, fioletowej, sano żółtej i czerwonej, u odmian uprawnych także w najróżniejszych mieszankach barw, też paskowane, plamiaste, z podwojonymi płatkami. Pręciki równej długości są cztery, jeden wykształca się jako pratniczek. Zalążnia górna, dwukomorowa, z licznymi zalążkami, szyjka słupka pojedyncza, zakończona zaokrąglonym znamieniem.
OwoceSuche torebki otwierające się dwiema klapkami, zawierające dużą liczbę drobnych, brązowych nasion.

## Systematyka
Rodzaj z podrodziny Petunioideae w obrębie rodziny psiankowatych (Solanaceae). Do tego rodzaju bywają też włączane podobne, ale o mniejszych kwiatach rośliny z rodzaju Calibrachoa, z których wyhodowano także popularne w uprawie odmiany takie jak 'Million Bells'.
Wykaz gatunków (taksony zweryfikowane według The Plant List)
- Petunia altiplana Ando & Hashimoto
- Petunia axillaris (Lam.) Britton, Stern & Poggenb.
- Petunia bajeensis T. Ando & Hashim.
- Petunia bonjardinensis Ando & Hashimoto
- Petunia exserta J.R. Stehm. in Napaea
- Petunia guarapuavensis T. Ando & Hashim.
- Petunia × hybrida hort. ex Vilm. – petunia ogrodowa
- Petunia inflata R.E. Fr.
- Petunia integrifolia (Hook.) Schinz & Thell.
- Petunia interior T. Ando & Hashim.
- Petunia littoralis L.B. Sm. & Downs
- Petunia occidentalis R.E. Fr.
- Petunia patagonica Millán
- Petunia reitzii L.B. Sm. & Downs
- Petunia riograndensis T. Ando & Hashim.
- Petunia saxicola L.B. Sm. & Downs
- Petunia scheideana L.B. Sm. & Downs

## Zastosowanie
Mieszaniec petunia ogrodowa oraz gatunek Petunia integrifolia są powszechnie uprawiane jako rośliny ozdobne w ogromnej ilości odmian ozdobnych. W Polsce uprawiane są jako rośliny jednoroczne, głównie doniczkowe i wykorzystywane do zdobienia balkonów, werand, parapetów okiennych, pergoli.